# Mińsk Mazowiecki Anielina
Mińsk Mazowiecki Anielina – przystanek kolejowy położony 2,5 km na wschód od stacji Mińsk Mazowiecki, otwarty 29 maja 1994 r.
Przystanek składa się z dwóch peronów standardowej wysokości (wysokich), wykończonych elementami betonowymi. Perony nie znajdują się naprzeciwko siebie i są oddzielone przejazdem kolejowo-drogowym kategorii B.

## Ruch pasażerski[1]
| Rok  | Wymiana pasażerska na dobę |
| ---- | -------------------------- |
| 2017 | 1000-1500                  |
| 2018 | 1000-1500                  |
| 2019 | 2000-3000                  |
| 2020 | 1000-1500                  |
| 2021 | 1000-1500                  |
| 2022 | 1500-2000                  |
| 2023 | 1500-2000                  |

## Połączenia
Dojazd pociągiem osobowym do Centrum Warszawy zajmuje od 45 do 57 minut, zaś zwykle 52 minuty. Na przystanku zatrzymują się niektóre pociągi przyspieszone, ale nie pospieszne.
- Warszawa Zachodnia (oraz pewne relacje przez Warszawę Zach.),
- Tłuszcz przez Warszawę Wsch.,
- Mrozy,
- Siedlce przez Mrozy,
- Łuków przez Siedlce.
- Czeremcha przez Siedlce.